# Ljozna
Ljozna (bělorusky Лёзна, rusky Лиозно – Liozno, polsky Łoźna) je sídlo městského typu ve Vitebské oblasti v Bělorusku. K roku 2018 v ní žilo přes šest a půl tisíce obyvatel.

## Poloha a doprava
Ljozna leží na řece Mošně, přítoku Čarnicy v povodí Dzviny. V rámci Vitebské oblasti leží na jejím východním okraji jen pár kilometrů od bělorusko-ruské hranice. Na té je jihovýchodně od města silniční i železniční hraniční přechod, na jehož druhé straně v Rusku leží město Rudňa patřící do Smolenské oblasti.
Silnice a železnice přes Ljoznou vedou z Vitebsku, správního střediska oblasti vzdáleného přibližně čtyřicet kilometrů na severozápad od Ljozny, do Smolenska v Rusku.

## Dějiny
První zmínka o Ljozně je z roku 1654, kdy se jednalo o štetl – maloměsto s velkým podílem židovského obyvatelstva.

### Rodáci
- Šneur Zalman z Ljady (1745–1812), chasidský rabín
- Menachem Mendel Schneersohn (1789 – 1866), chasidský rabín
- Marc Chagall (1887–1985), malíř